# Vladimír Josef Procházka
Vladimír Josef Procházka, uváděn i jako Josef Vladimír Procházka (25. února 1862 Tišnov – 30. října 1913 Tišnov) byl moravský geolog.

## Život
Narodil se v Tišnově. Studoval německou techniku v Brně. Později českou techniku a Filozofickou fakultu Univerzity Karlovy v Praze. Věnoval se zde studiu geologie a paleontologie. Jeho trvalý zájem o geologii byl ovlivněn jeho učitelem geologem Janem Krejčím. Po studiích působil v říšském geologickém ústavu ve Vídni a později jako asistent profesora Alfreda Slavíka na české technice v Praze. Psal články o geologii a paleontologii do denního tisku a vydával překlady různých cizojazyčných odborných knih. Později působil v Brně, kde se dostal do Moravského zemského muzea. Po promoci na doktora technických věd roku 1911 se stal kustodem tohoto muzea. Později se habilitoval na docenta.
Ve svých pracích se zabýval moravsko-slezským miocénem a krasem. Vytvořil řadu prací z oboru praktické geologie, sestavoval geologické bibliografické publikace, publikoval referáty a populární články v Živě, Vesmíru, Rozhledech, České revui, Moravské orlici, naučném obzoru Lidových novin, Zlaté Praze a ve Světové knihovně. Byl spolupracovníkem Ottova slovníku naučného. Sběratelskou činností obohatil třetihorními zkamenělinami sbírky vídeňské, pražské a zvláště pak v Moravském zemském muzeu v Brně.
Zemřel v Tišnově při návštěvě své matky dne 30. října 1913 na srdeční infarkt.